# Красьник-Гурни
Красьник-Гурни (пол. Kraśnik Górny, нім. Oberschönfeld) — село в Польщі, у гміні Болеславець Болеславецького повіту Нижньосілезького воєводства.
Населення — 536 осіб (2011).
У 1975-1998 роках село належало до Єленьогурського воєводства.

## Демографія
Демографічна структура станом на 31 березня 2011 року:
|          | Загалом | Допрацездатний вік | Працездатний вік | Постпрацездатний вік |
| -------- | ------- | ------------------ | ---------------- | -------------------- |
| Чоловіки | 263     | 59                 | 180              | 24                   |
| Жінки    | 273     | 61                 | 159              | 53                   |
| Разом    | 536     | 120                | 339              | 77                   |